# アルバート・デッカー
アルバート・デッカー（Albert Dekker, 1905年12月20日 - 1968年5月5日）は、アメリカ合衆国の俳優。アルバート・ヴァン・デッカーと表記されることもある。
数多くの映画やテレビドラマに出演した名脇役として知られ、特にテレビでの活躍が評価され、ハリウッド・ウォーク・オブ・フェームに名前が刻まれている。政治にも関心が強く、カリフォルニア州議会下院議員（民主党）を務めた他、「赤狩り」のまっただ中でジョセフ・マッカーシー上院議員を公然と批判するなどした。また、いわゆる「窒息プレイ」による事故と見られる不審死を遂げた（詳細は後述）ことでも知られる。

## 略歴
1905年にニューヨーク・ブルックリンのオランダ系アメリカ人の家庭に生まれる。精神分析医か心理学者を目指してボウディン大学に進むが、学生劇に出演したことをきっかけに俳優を目指すようになる。大学卒業後、1927年にシンシナティ（オハイオ州）の舞台でプロの俳優としてデビューし、その数ヶ月後にはブロードウェイの舞台にも立つようになる。
1937年にハリウッドデビュー。その後は映画を中心に、たまに舞台にも出演するというスタイルで活動する。

### 政治活動
1944年にカリフォルニア州議会の下院議員に当選し、1946年まで民主党議員として活動する。1950年代に入り、マッカーシズムが吹き荒れる中でジョセフ・マッカーシー上院議員を公然と批判し、ブラックリストに名前が載ったことから、俳優としての活動が制限され、特にブロードウェイでの活動が難しくなる。その後は活動の中心を舞台に移し、テレビにも出演する一方、様々な大学で講演活動などを行なう。

### 私生活
1929年に女優エスター・グイリーニと結婚し、後に2人の息子と1人の娘をもうけるが、1964年に離婚している。息子の1人ジョンは、1957年に16歳で猟銃自殺しているが事故として処理されている。

### 謎の死
1968年5月5日、2日間電話に全く出ないことを不審に思った恋人のジェラルディン・サンダースにより、ハリウッドの自宅で死亡しているのが発見される。金やカメラなどがなくなっていたものの、外部から侵入された形跡はなかった。死体は全裸でバスタブ内でひざまずき、シャワーカーテンのつり棒にかけられた縄で首が吊られている（締められている）状態だった。更に手錠、目隠し、猿ぐつわをされた状態で、性的な言葉が口紅で身体に殴り書きされていた。検視官はいわゆる「窒息プレイ」による事故死と断定した。

## 主な出演作品

### 映画
| 公開年 | 邦題 原題                                               | 役名                            | 備考       |
| ------ | ------------------------------------------------------- | ------------------------------- | ---------- |
| 1938   | マリー・アントアネットの生涯 Marie Antoinette           | プロヴァンス伯爵                |            |
| 1939   | ボー・ジェスト Beau Geste                               | シュワルツ                      |            |
| 1940   | 妖花 Seven Sinners                                      | マーティン                      |            |
| 1941   | 無法街 Honky Tonk                                       | ブラゾス                        |            |
| 1941   | 地下室の狂人 Among the Living                           | ジョン／ポール                  |            |
| 1942   | 西部の顔役 In Old California                            | ブリット・ドーソン              |            |
| 1942   | 森林警備隊 The Forest Rangers                           | ドーソン                        |            |
| 1942   | 恋の情報網 Once Upon a Honeymoon                        | ガストン                        |            |
| 1943   | 硝煙のカンサス The Kansan                               | スティーヴ                      |            |
| 1943   | 硝煙の新天地 In Old Oklahoma または War of the Wildcats | ジム・ハンク・ガードナー        |            |
| 1943   | 最後の対決 The Woman of the Town                        | バット・マスターソン            |            |
| 1944   | 恐ろしき結婚 Experiment Perilous                        | クラグホーン                    |            |
| 1945   | 頓馬と金髪娘 Hold That Blonde                           | キャラハン                      |            |
| 1946   | 最後の地獄船 Hold That Blonde                           | ブラウン                        |            |
| 1946   | 殺人者 The Killers                                      | コルファクス                    |            |
| 1946   | 狂恋の果て Suspense                                     | フランク・レオナルド            |            |
| 1947   | カリフォルニア California                               | パイク                          |            |
| 1947   | 悪名高きテキサス人 The Fabulous Texan                   | ギブソン・ハート                |            |
| 1948   | アリゾナの決闘 Fury at Furnace Creek                    | エドワード・レヴェレット        |            |
| 1949   | ターザンと魔法の泉 Tarzan's Magic Fountain              | トラスク                        |            |
| 1949   | 戦乱の花嫁 Bride of Vengeance                           | ヴァネッティ                    |            |
| 1950   | テキサスから来た男 The Kid from Texas                   | アレクサンダー・ケイン          |            |
| 1955   | エデンの東 East of Eden                                 | ウィル・ハミルトン              |            |
| 1955   | キッスで殺せ! Kiss Me Deadly                            | ソバリン医師                    |            |
| 1955   | 法に叛く男 Illegal                                      | フランク・ガーランド            |            |
| 1958   | フォート・ブロックの決斗 These Thousand Hills           | コンラッド                      |            |
| 1959   | 悶え The Sound and the Fury                             | アール                          |            |
| 1959   | メキシコの暴れん坊 The Wonderful Country                | ラッカー                        |            |
| 1959   | 去年の夏 突然に Suddenly, Last Summer                   | ローレンス・J・ホックスターダー |            |
| 1965   | 大怪獣ガメラ Gammera the Invincible                     | 国防長官                        |            |
| 1966   | セールスマンの死 Death of a Sales                       | ベン                            | テレビ映画 |
| 1969   | ワイルドバンチ The Wild Bunch                           | パット・ハリガン                |            |

### テレビ
| 放映年 | 邦題 原題                                    | 役名                                               | 備考                                              |
| ------ | -------------------------------------------- | -------------------------------------------------- | ------------------------------------------------- |
| 1961   | ルート66 Route 66                            | フランク・アイヴィ                                 | シーズン1 第25話 "2The Newborn"                   |
| 1961   | 裸の町 Naked City                            | ハーバート・B・ウォーリック/サミュエル・グラフトン | 2エピソード                                       |
| 1964   | 弁護士プレストン The Defenders               | マーク・ヴロリス                                   | シーズン4 第13話 "King of the Hill"               |
| 1965   | The Trials of O'Brien                        | ジョージ・ブリューワー                             | エピソード: "Bargain Day on the Street of Regret" |
| 1965   | 波止場Gメン Seaway                           | マーランド                                         | エピソード: "34th Man"                            |
| 1965   | ローハイド Rawhide                           | ジョナス・ボルト/ジョシュ・ブリーデン              | 2エピソード                                       |
| 1966   | スパイ大作戦 Mission: Impossible             | シュテメンコ                                       | シーズン1 第14話 "The Short Tail Spy"             |
| 1967   | 0011ナポレオン・ソロ The Man from U.N.C.L.E. | ハリー・ベルドン                                   | シーズン4 第1話 "マシンガン ソロ"                 |
| 1968   | ポール・ブライアン Run for Your Life         | ハリー・ヒラー                                     | エピソード: "A Dangerous Proposal"                |
| 1968   | 弁護士ジャッド Judd for the Defense          | ジョージ・ステューカ                               | シーズン1 第20話 "The Grand Old Man"              |
| 1968   | ボナンザ Bonanza                             | バーニー・スターゲス                               | シーズン9 第29話 "The Bottle Fighter"             |